# روما - مدينة مفتوحة (فلم)
روما، مدينة مفتوحة الإيطالية : روما ، città aperta) (1945) هو فيلم دراما الحرب الايطاليه، وتحدداً في روما أثناء الاحتلال النازي في عام 1944.

## وصلات خارجية
- مقالات تستعمل روابط فنية بلا صلة مع ويكي بيانات
- Open City at Virgilioweb (بالإيطالية)